# باي باي طبريا (فلم)
باي باي طبريا هو فيلم وثائقي لعام 2023 من إخراج لينا سوالم، تأليف سوالم ونادين نعوس، بالتعاون مع غلاديس جوجو. تدور أحداث الفيلم حول هيام عباس، التي تغادر قريتها دير حنا، في الجليل الأسفل لإسرائيل لتحقيق حلمها في أن تصبح ممثلة، تاركةً وراءها والدتها وجدتها وأخواتها. تعود هيام إلى قريتها مع ابنتها سوالم لاستكشاف خيارات والدتها وتأثير الأسرة. ونتج الفيلم جراء تعاون مشترك بين فلسطين وبلجيكا وفرنسا وقطر.
عُرض الفيلم عالميًا لأول مرة في مهرجان البندقية السينمائي الدولي الثمانين في قسم يوم المؤلفين في 3 سبتمبر 2023، ومن المقرر أن يتم عرضه في فرنسا في 21 فبراير 2024.

## قصة الفيلم
تغادر هيام عباس قريتها دير حنا، في الجليل الأسفل الإسرائيلي، لتحقيق حلمها في أن تصبح ممثلة، تاركةً وراءها والدتها وجدتها وأخواتها. تعود هيام إلى قريتها مع ابنتها سوالم لاستكشاف خيارات والدتها وتأثير الأسرة. عليها

## الإنتاج
في أكتوبر 2020، أُعلن أن لينا سوالم ستخرج فيلمًا وثائقيًا يدور حول والدتها هيام عباس، وحصلالفيلم على منح من آرتيو ومؤسسة الدوحة للأفلام والصندوق العربي للثقافة والفنون.

## الإصدار
عُرض الفيلم عالميًا لأول مرة في مهرجان البندقية السينمائي الدولي الثمانين في قسم يوم المؤلفين في 3 سبتمبر 2023، ومن المقرر أن يتم عرضه في فرنسا في 21 فبراير 2024. كما عُرض أيضًا في مهرجان تورونتو السينمائي الدولي 2023 في 11 سبتمبر 2023. وعُرض في مهرجان لندن السينمائي 2023 BFI في 7 أكتوبر 2023، حيث حصل على جائزة جريرسون لأفضل فيلم وثائقي. وفي ديسمبر 2023، حصلت شركة وومن ميك موفيز (بالانجليزية: Women Make Movies) على حقوق توزيع الفيلم في الولايات المتحدة.

## صدى الفيلم

### صدى نقدي
حصل الفيلم على تقييم ايجابي بنسبة 100% من أصل 6 تقييمات نقدية على موقع روتن توميتوز، بمتوسط تقييم .7.8/10.

## روابط خارجية
- باي باي طبريا  في قاعدة بيانات الأفلام على الإنترنت (بالإنجليزية)